# Dimbani

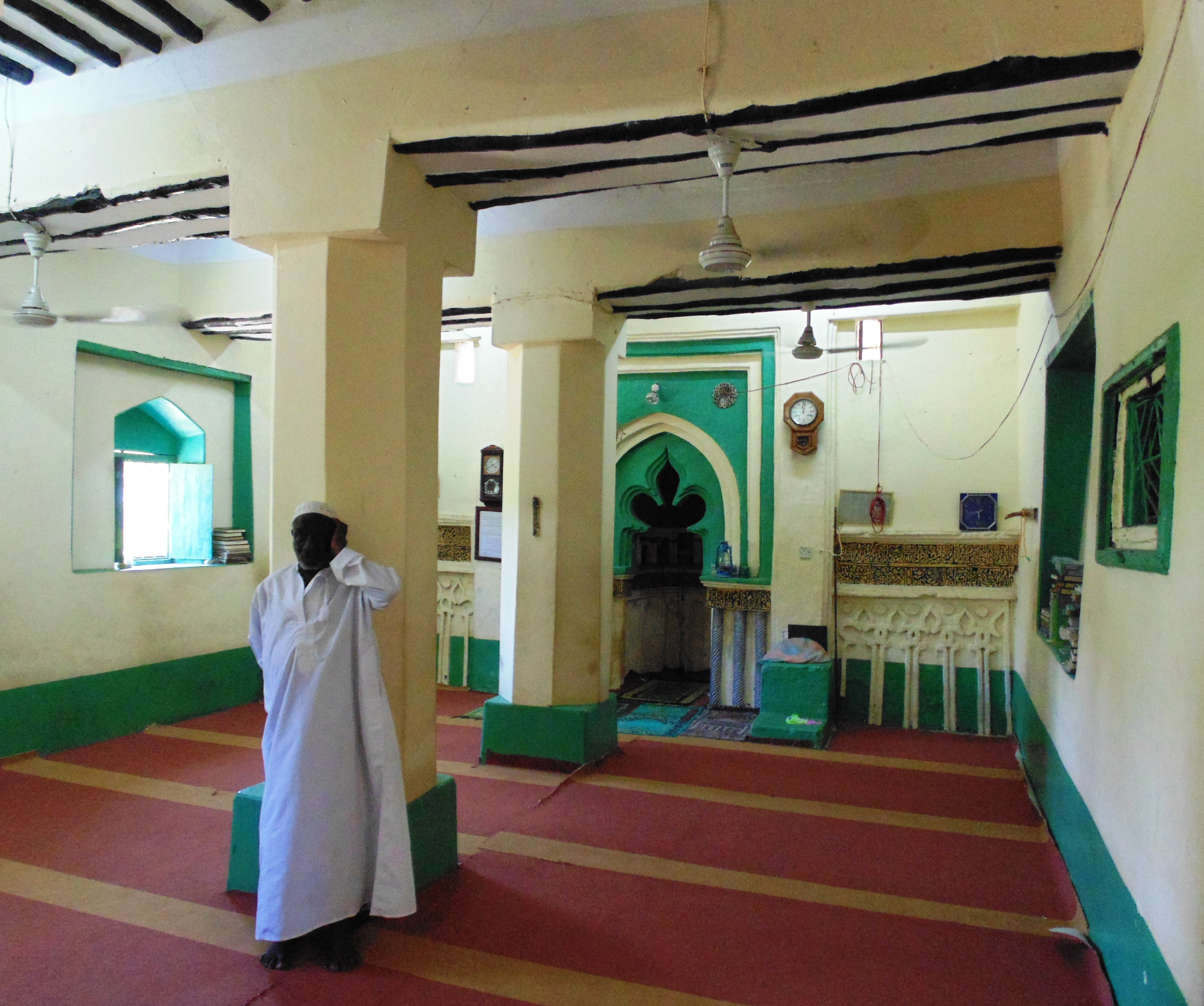
Innenraum der Kizimkazi-Moschee

Dimbani – offiziell Kizimkazi Dimbani – ist ein Ort auf der tansanischen Insel Unguja, der Hauptinsel von Sansibar. Das Dorf liegt im Distrikt Kusini der Region Unguja Kusini. Bei der Volkszählung 2012 lebten 1760 Menschen im Dorf.

## Lage
Kizimkazi Dimbani liegt am westlichen Teil der Südspitze von Unguja, nur 2 Kilometer nördlich des Zwillingsortes Kizimkazi Mtendeni (gewöhnlich einfach als Kizimkazi bezeichnet).

## Sehenswürdigkeiten
Dimbanis bekanntestes Gebäude ist die Kizimkazi-Moschee, die 1107 erbaut wurde. Neben der Moschee befinden sich mehrere Gräber mit Inschriften, die auf die hier bestatteten Adeligen hinweisen.